# Праздник любви
Праздник любви (англ. Feast of love) — драма американского режиссёра Роберта Бентона (его последний фильм, перед его смертью в мае 2025 года). Появилась на экранах 28 сентября 2007 года. В одной из главных ролей снялся Морган Фримен. Сюжет основан на одноимённом романе 2000 года Чарльза Бакстера. Выпущен на киностудии MGM.

## Сюжет
Фильм рассказывает о супружеских проблемах разных поколений. Действие происходит в городе Портленд, штат Орегон. Главный герой Брэдли владеет кофейней. Его бросает жена Кэтрин из-за своих чувств к другой женщине. Брэдли заводит роман с новой женщиной, но та, переехав к нему, не прекращает параллельный роман. Он обращается за советом к Гарри Стивенсону, профессору колледжа, находящемуся в академическом отпуске. Стивенсон состоит  в браке с Эстер. Стивенсон страдает от воспоминаний о своём единственном сыне, умершем от передозировки наркотиками. Двое молодых сотрудников кофейни вступают в роман.

## Съемочная группа
- Режиссёр: Роберт Бентон;
- Сценарист: Элисон Барнетт;
- Продюсеры: Том Розенберг, Гари Лучези, Ричард С. Райт;
- Исполнительные продюсеры: Дэвид Скотт Рубин, Эрик Рейд, Фишер Стивенс, Джон Пенотти;
- Оператор: Крамер Моргентау;
- Музыка: Стивен Трэск;
- Художник по костюмам: Рене Ульрих Калфус.

## В ролях
- Гарри Стивенсон: Морган Фримен;
- Бредли: Грег Киннер;
- Диана: Рада Митчелл;
- Хлоя: Алекса Давалос;
- Оскар: Тоби Хемингуэй;
- Кэтрин: Сальма Блэр;
- Дженни: Стана Катич;
- Дэвид: Билли Бёрк;
- Бэт: Фред Уорд[7].